# Rolls-Royce Dawn

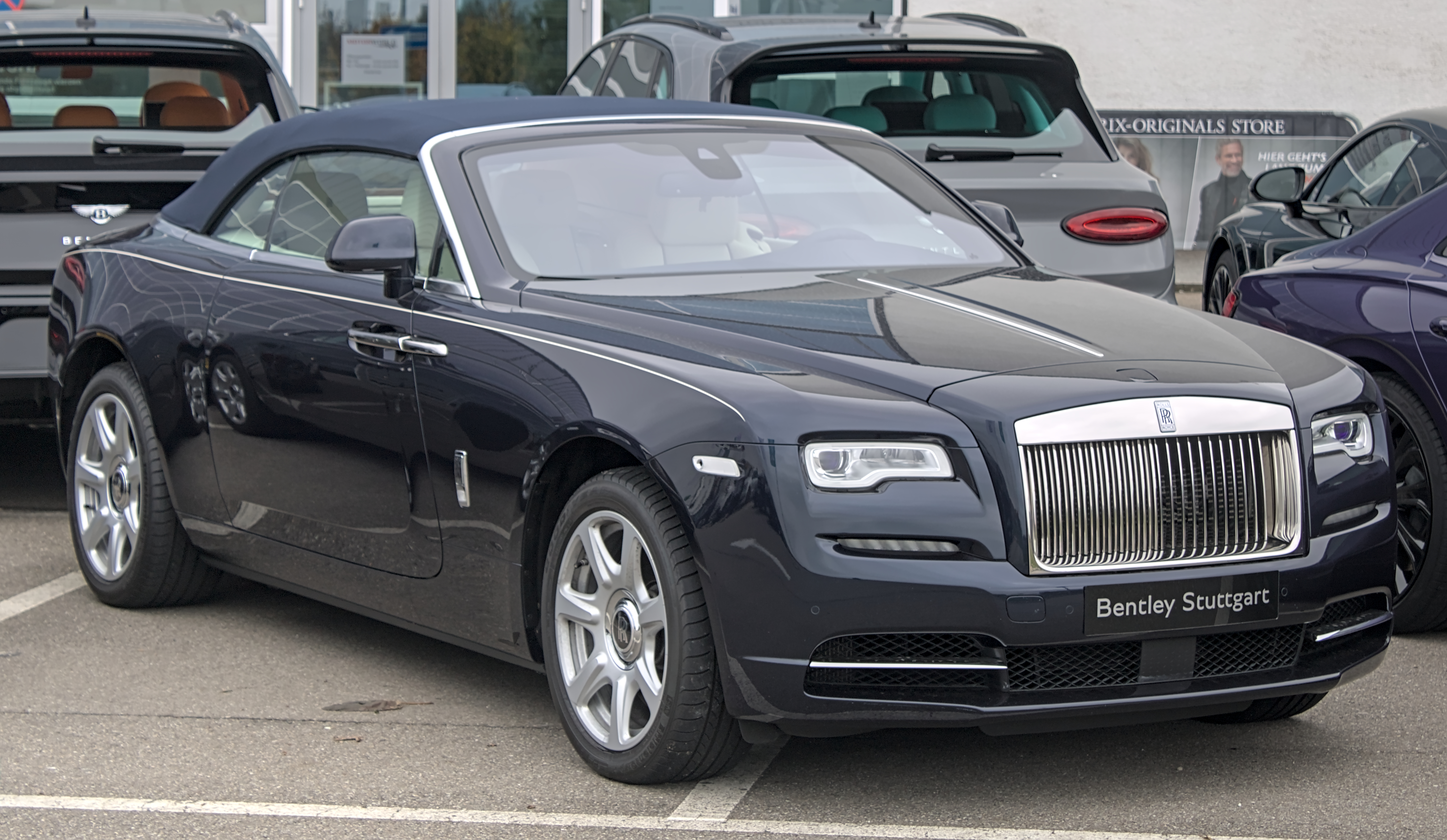
Frontansicht geschlossen

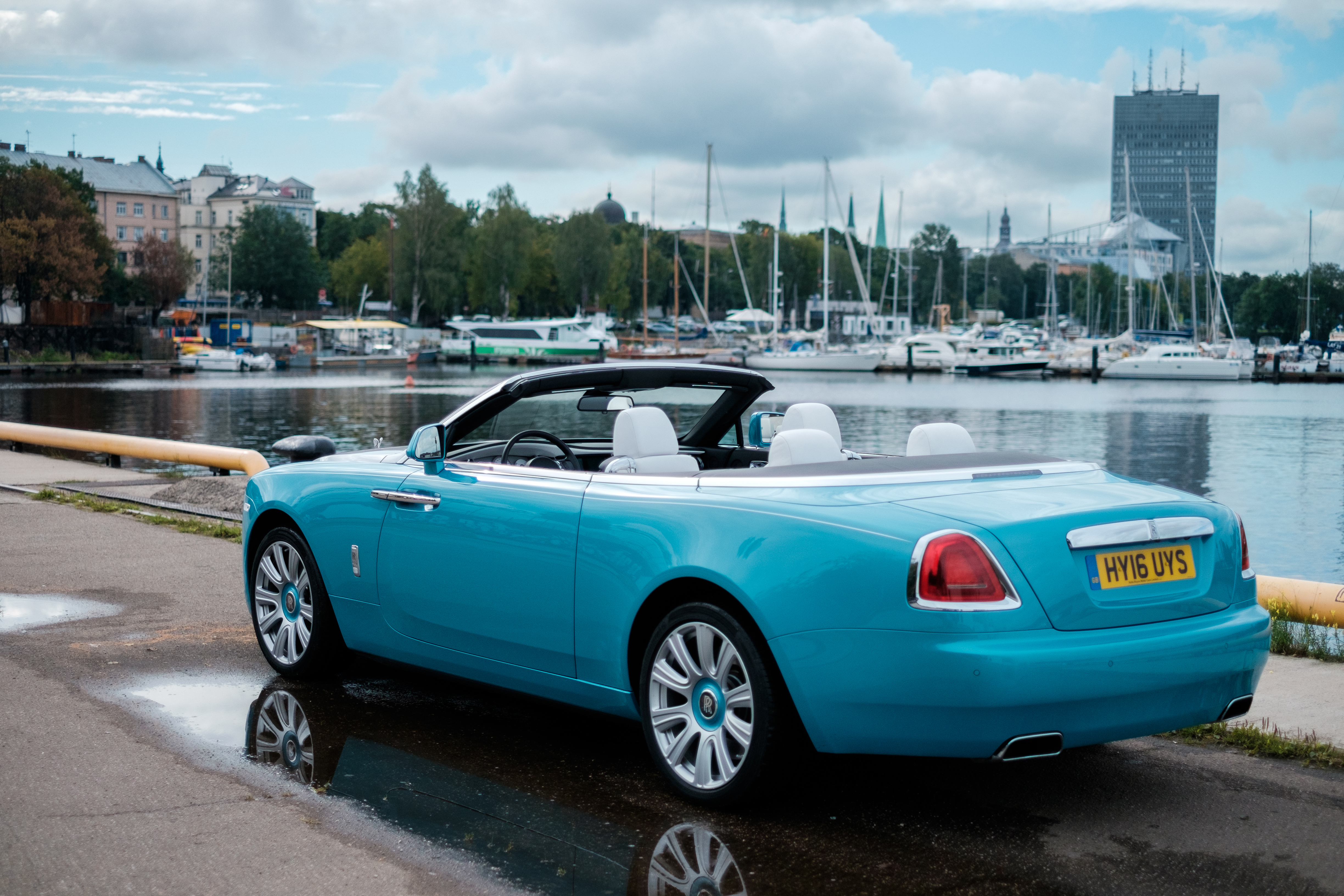
Heckansicht offen

Der Rolls-Royce Dawn (dawn, englisch, Tagesanbruch) ist ein Pkw-Modell der Rolls-Royce Motor Cars Ltd. Die Präsentation fand auf der Internationalen Automobil-Ausstellung im September 2015 in Frankfurt am Main statt. Das Modell soll das „kleine“ Cabriolet der Marke im Vergleich zum Drophead Coupé darstellen und entspricht technisch wie stilistisch weitgehend dem Coupé Wraith. Im Frühjahr 2016 wurden die ersten Fahrzeuge ausgeliefert. Die Produktion endete Anfang 2023.

## Zielgruppe
Mit dem Dawn erweiterte Rolls-Royce seine Modellpalette um ein Cabriolet. Genau wie der Wraith basiert es auf der Ghost-Plattform und zielt – im Gegensatz zur großen Baureihe Phantom – nicht auf den Chaffeursdienst ab. Die für Rolls-Royce-Verhältnisse als „klein“ zu bezeichnende Ghost-Familie spricht – im Vergleich zur Phantom-Familie – Selbstfahrer an. Nichtsdestoweniger zählte der Dawn zu den größten Cabrios auf dem Markt und positionierte sich als direkter Konkurrent des Bentley Continental GTC und des Mercedes-Benz S-Klasse Cabrio. Rolls-Royce wollte damit seine Käuferschicht erweitern, setzt dabei aber weiterhin auf ein hochexklusives Segment. Der Grundpreis betrug in Deutschland 329.630 EUR (inkl. MwSt.) und lag damit deutlich über dem des stärkeren Coupé Wraith, das ab 279.531 Euro (inkl. MwSt.) erhältlich war.

## Namensgebung
Der Name stellt eine Hommage an den Rolls-Royce Silver Dawn dar. Von diesem Typ wurden als Cabriolet zwischen 1950 und 1954 28 Stück gebaut. Der Name wurde von CEO Torsten Müller-Ötvös am 13. Mai 2015 bei der jährlichen Händlertagung in Los Angeles bekannt gegeben. Rolls-Royce zeigte den Wagen der Öffentlichkeit erstmals auf der IAA 2015.

## Technik
Das zweitürige Cabriolet bietet vier Personen Platz. Genau wie der Wraith hat das Fahrzeug als Besonderheit hinten angeschlagene Türen. Den Antrieb übernimmt der gleiche Motor wie beim Wraith, ein mittels Biturbo aufgeladener V12-Motor mit 6592 cm³ Hubraum. Jedoch leistet er mit 420 kW (570 PS) und 820 Nm Drehmoment etwas weniger als im Wraith. Diese Leistung sorgt für eine Beschleunigung auf 100 km/h aus dem Stand innerhalb von 4,9 s Die Höchstgeschwindigkeit beträgt elektronisch abgeregelt 250 km/h. Weitere Unterschiede zur baulich verwandten Limousine finden sich in den Abmessungen: Der Radstand des Dawn ist 180 mm kürzer, was zu einer Gesamtlänge von 5.285 mm führt. Die Spur hingegen ist 24 mm breiter. Unbeladen wiegt das Cabriolet 2.560 kg. Das klassische Stoffverdeck, das sechslagig gefüttert ist, öffnet sich innerhalb von 22 s und kann auch während der Fahrt bis zu einer Geschwindigkeit von 50 km/h betätigt werden. Eine weitere Innovation des Wraith gibt es auch im Dawn: Das Automatik-Getriebe von ZF greift auf GPS-Daten zurück, um den optimalen Gang für den vorausliegenden Straßenabschnitt zu wählen.
Auf dem Goodwood Festival of Speed Ende Juni 2017 präsentierte Rolls-Royce den Dawn als Black-Badge-Version. Diese ist in schwarz lackiert und weist orangefarbene Akzente – wie beispielsweise in der Türverkleidung – auf, die als Hinweis auf die Dämmerung zu sehen sind. Außerdem leistet der V12-Ottomotor mit 442 kW (601 PS) sowie einem Drehmoment von 840 Nm etwas mehr und die Bremsen sind größer.

## Technische Daten
| Modell                          | Dawn                                                                                               | Dawn Black Badge                                                                                   | Dawn Black Badge                  |
| Bauzeitraum                     | 04/2016–02/2023                                                                                    | 06/2017–08/2018                                                                                    | 06/2019–02/2023                   |
| Motor                           | BMW N74                                                                                            | BMW N74                                                                                            | BMW N74                           |
| Zylinderzahl                    | V12                                                                                                | V12                                                                                                | V12                               |
| Hubraum (cm³)                   | 6592                                                                                               | 6592                                                                                               | 6592                              |
| Max. Leistung (kW/PS) bei 1/min | 420/571 bei 5250–6000                                                                              | 442/601 bei 5250                                                                                   | 441/600 bei 5250                  |
| Max. Drehmoment (Nm) bei 1/min  | 820 bei 1600–4750                                                                                  | 840 bei 1500                                                                                       | 900 bei 1700                      |
| Getriebe (Type)                 | 8-Stufen-Automatik von ZF (8HP90)                                                                  | 8-Stufen-Automatik von ZF (8HP90)                                                                  | 8-Stufen-Automatik von ZF (8HP90) |
| Höchstgeschwindigkeit (km/h)    | 250 (abgeregelt)                                                                                   | 250 (abgeregelt)                                                                                   | 250 (abgeregelt)                  |
| Beschleunigung (0–100 km/h)     | 5,0 s                                                                                              | 4,9 s                                                                                              | 4,9 s                             |
| Verbrauch                       | innerorts: 22,1 l/100 km außerorts: 10,0 l/100 km kombiniert: 14,4 l/100 km CO2-Emission: 330 g/km | innerorts: 22,9 l/100 km außerorts: 10,1 l/100 km kombiniert: 14,7 l/100 km CO2-Emission: 337 g/km | kombiniert: 14,7 l/100 km         |

## Zulassungszahlen
Seit dem Marktstart 2016 bis einschließlich Dezember 2021 sind in Deutschland 253 Rolls-Royce Dawn neu zugelassen worden. Mit 48 Einheiten war 2017 das erfolgreichste Verkaufsjahr.
|  |

|  |

|  |

|  |

|  |

|  |

|  |

|  |

|  |

|  |

|  |

|  |

|  |

|  |

|  |

|  |

|  |

|  |

|  |

|  |

|  |

|  |

|  |

|  |

|  |

|  |

|  |

|  |

|  |

|  |

|  |

|  |

|  |

|  |

|  |

|  |

|  |

|  |

|  |

|  |

|  |

|  |

|  |

|  |

|  |

|  |

|  |

|  |

|  |

|  |

|  |

|  |

|  |

|  |

|  |

|  |

|  |

|  |

|  |

|  |

|  |

|  |

|  |

|  |

|  |

|  |

|  |

|  |

|  |

|  |

|  |

|  |

|  |

|  |

|  |

|  |

|  |

|  |

|  |

|  |

|  |

|  |

|  |

|  |

|  |

|  |

|  |

|  |

|  |

|  |

|  |

|  |

|  |

|  |

|  |

|  |

|  | Benziner (160) |

|  | Benziner (160) |

## Galerie

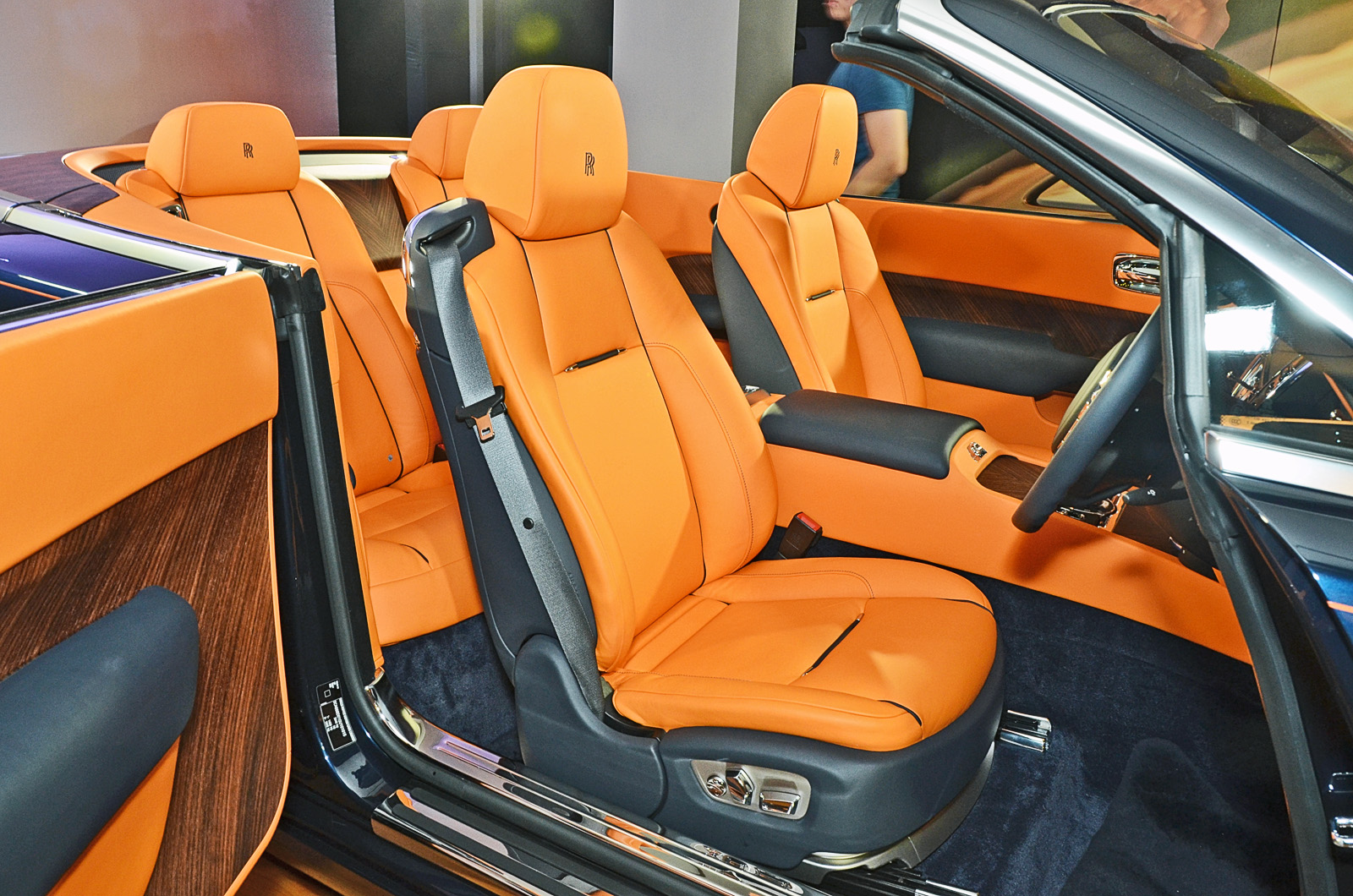
Interieur
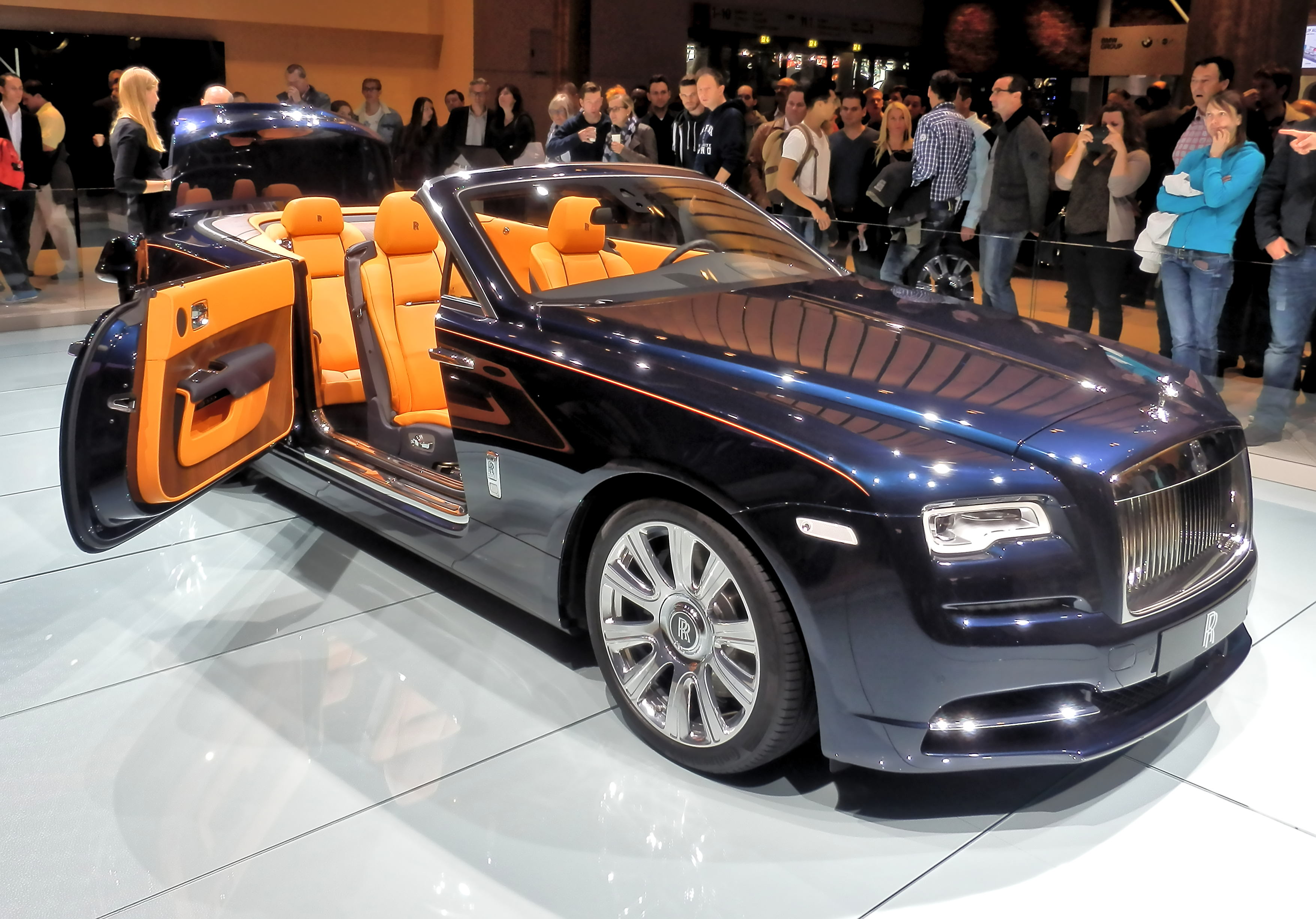
Dawn auf der IAA 2015
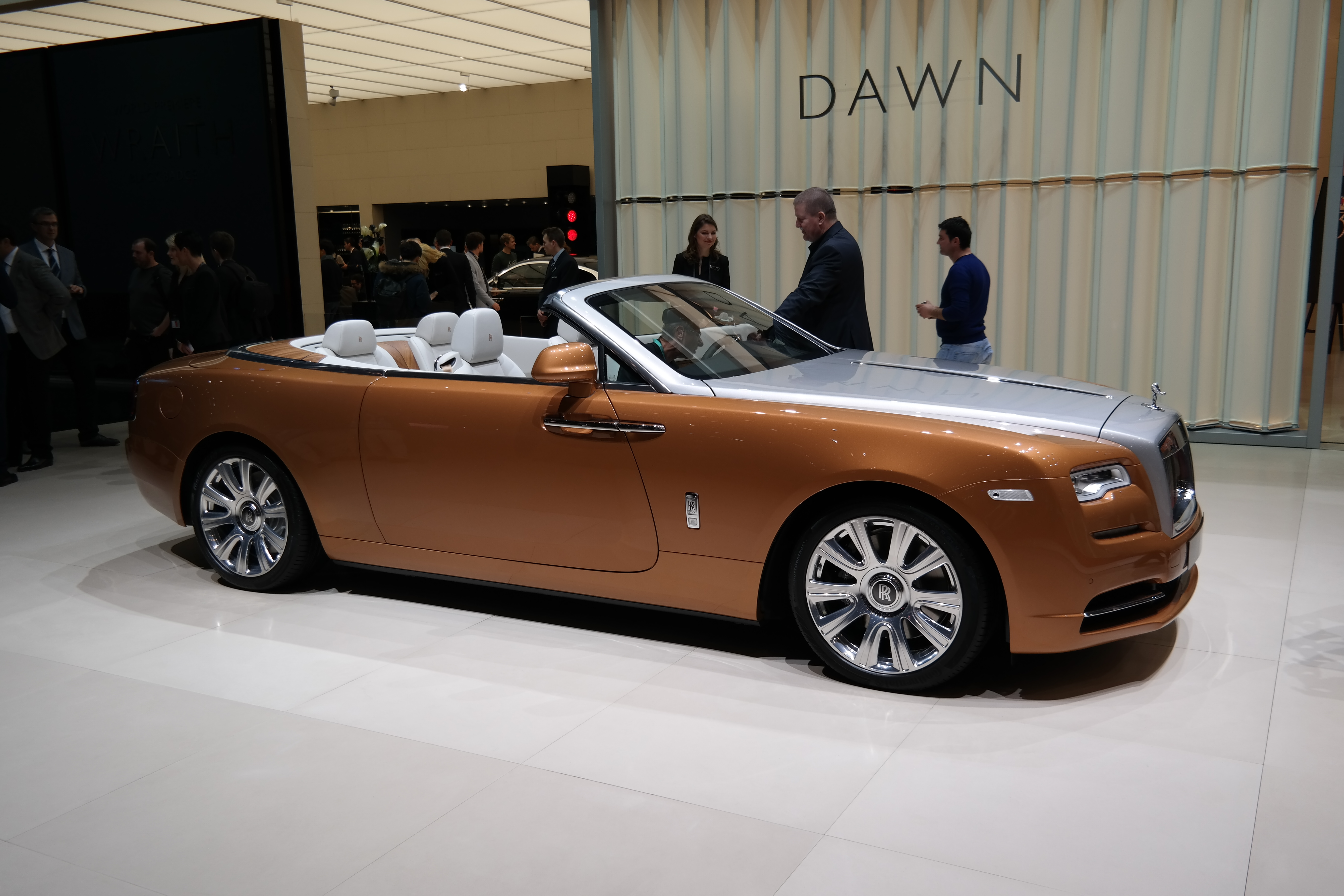
Dawn auf dem Genfer Auto-Salon 2016
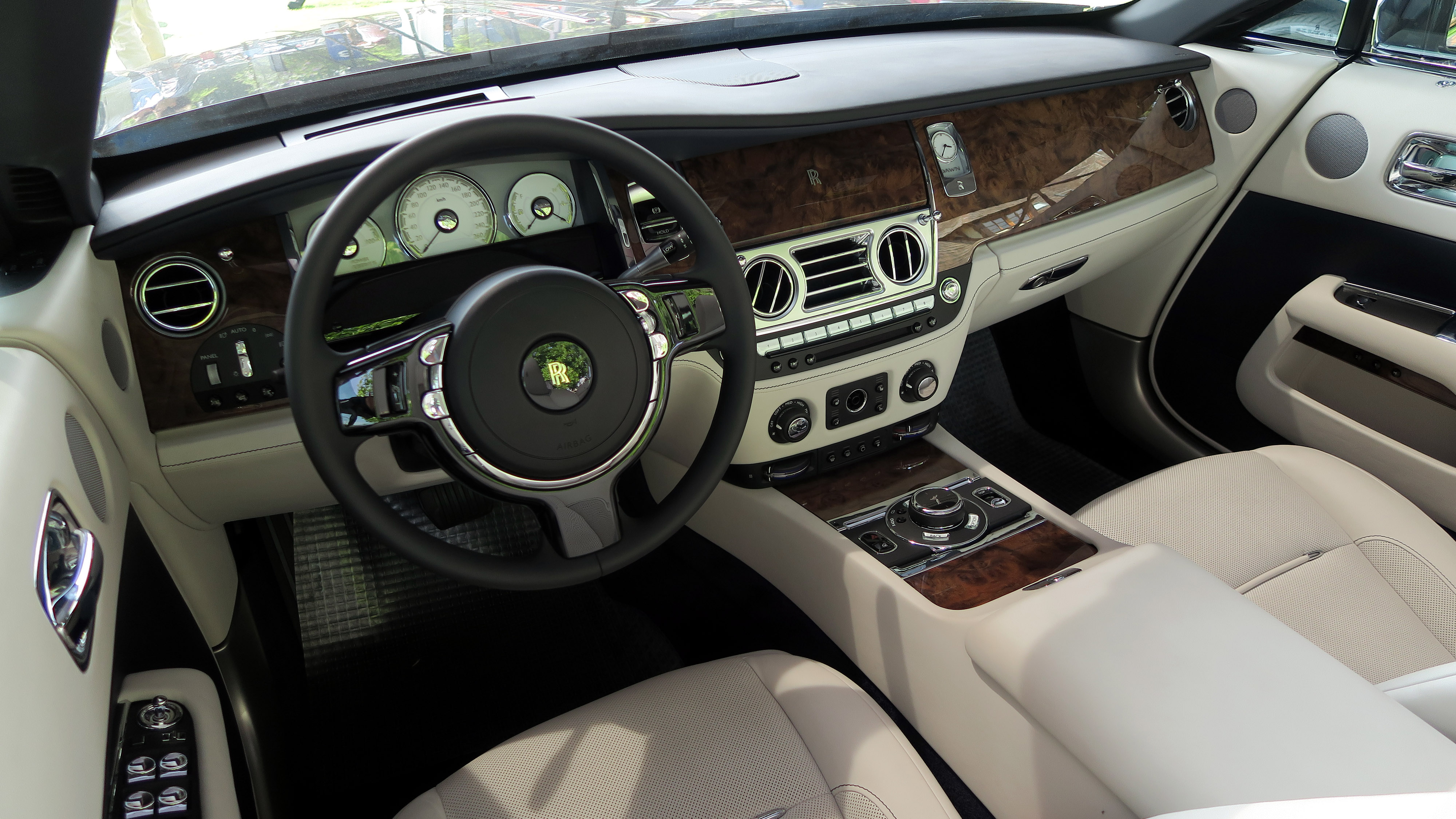
Cockpit